# ملعب فيسكال دي تالكا
ملعب مالية دي تالكا (بالإنجليزية: Estadio Fiscal de Talca)‏ هو ملعب كرة قدم يقع في تالكا، تشيلي، يتسع لـ 8,200 متفرج. كان الملعب يتسع ل17,000 عند الافتتاح عام 1937 لكن في 2011 تم تقصير سعة الملعب إلى 8,200.

## التاريخ
افتتح الملعب في 1937. تم تجديده في 2011.